# Пэррис, Кахим Энтони
Кахи́м Э́нтони Пэ́ррис (англ. Kaheem Anthony Parris; род. 6 января 2000, Кингстон) — ямайский футболист, полузащитник клуба «Сабах» и сборной Ямайки.

## Карьера
Начал карьеру в австралийском клубе «Кингстон Сити», в 2018 году перешёл в «Кавалер».
В 2019 году перешёл в словенский «Домжале», в 2020 году отправился в аренду в клуб «Крка», где выдал неплохие результаты.
Дебютировал в составе «Копера» 17 июля 2021 года в матче против НК «Аллюминий».
За сборную Ямайки дебютировал в 2017 году в матче против сборной Тринидада, Ямайка выиграла со счётом 2:1.